# 胶杯耳
胶杯耳（学名：Femsjonia peziziformis）是属于花耳目花耳科胶杯耳属的一种真菌，生长在阔叶树或针叶树朽木上。该种分布于中国、日本、加拿大、芬兰、俄罗斯、法国、美国、瑞士、德国等地。